# 2-06-05
2-06-05 — типовий проєкт однозального кінотеатру на 500 місць. Архітектор В. В. Щербаков із «Гипрокино», 1946 р. Будівлі кінотеатрів поширені в Росії, Україні та Білорусі.

## Опис
Являє собою двоповерхову будівлю із симетричною головною фасадою і симетричними плянами. Пізнаваною рисою є три арки головного фасаду, що разом із по одній арці на бічних фасадах утворюють криту галерею-ґанок висотою два поверхи (пізніше цей простір часто забудовують). За аркою на бічному фасаді ідуть чотири вікна (на другому поверсі три) і ризаліт шириною в три вікна і глибиною в одне вікно, в якому розміщуються сходи. Корисна площа 1312 м².

## Світлини

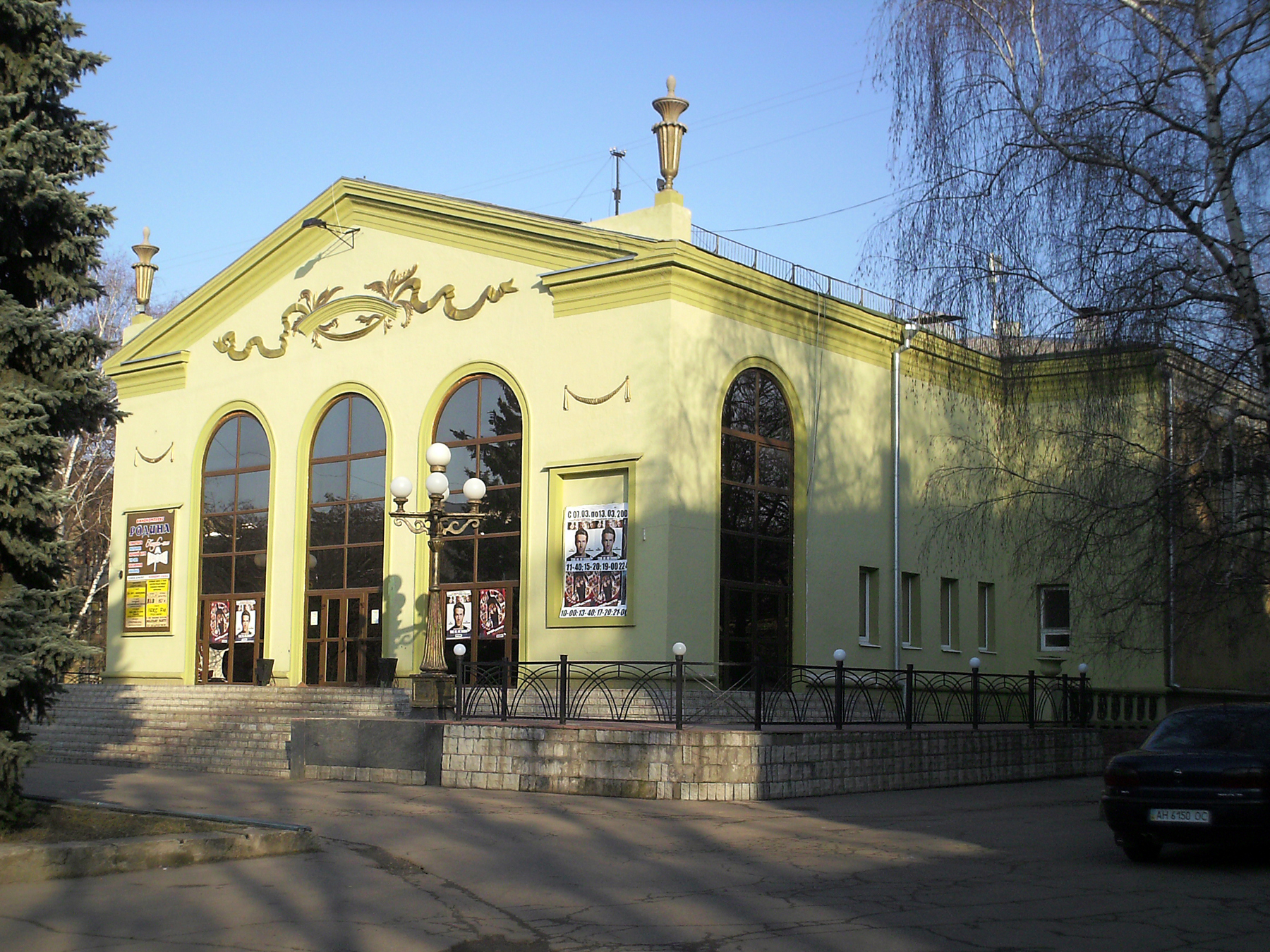
Краматорськ, к/т «Ро́дина», 1949—1950 — перша реалізація проєкту[1], архітектор прив'язки П. М. Рагулін
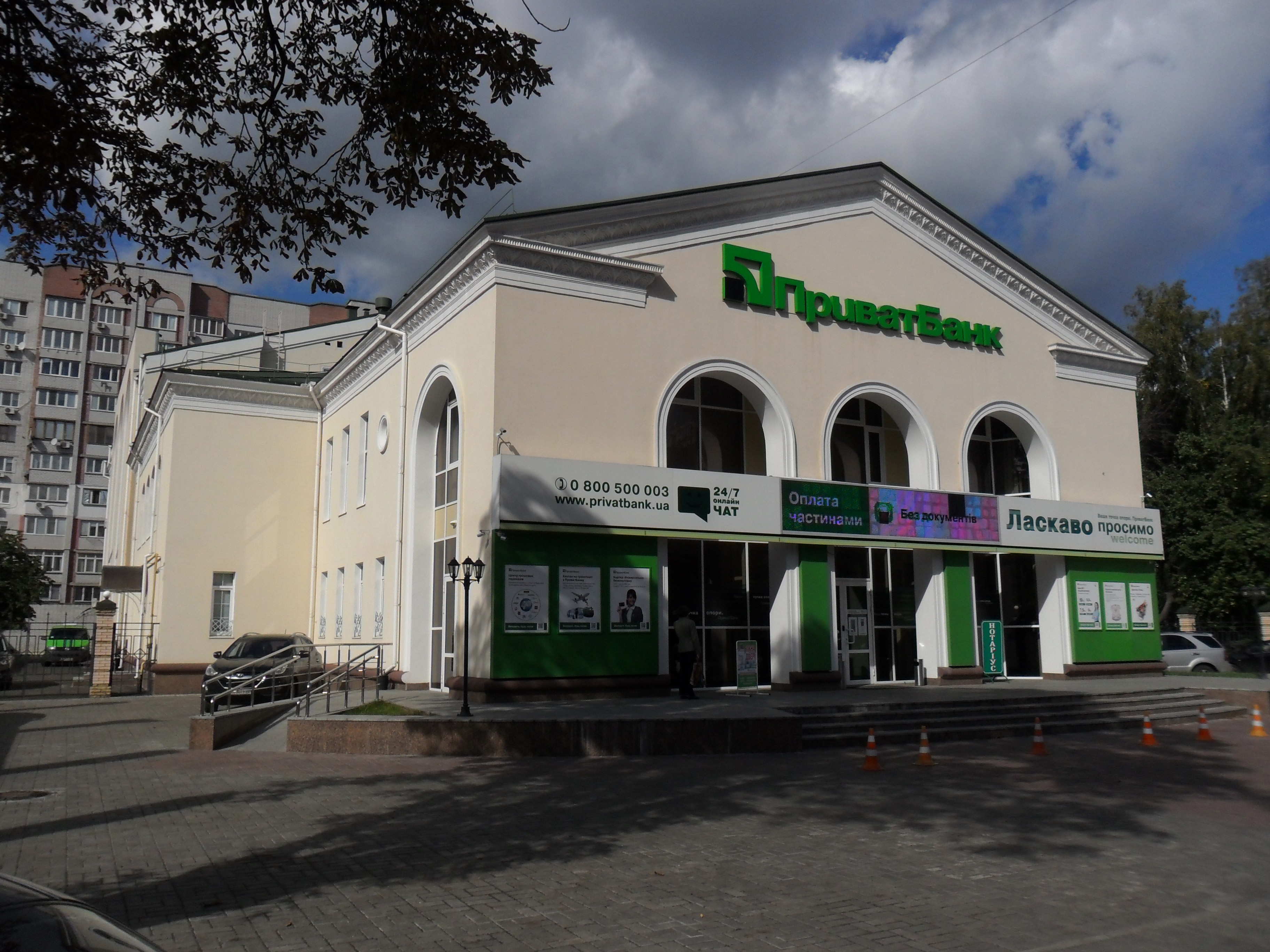
Черкаси, 1959, к/т «Дніпро», нині відділення Приватбанку
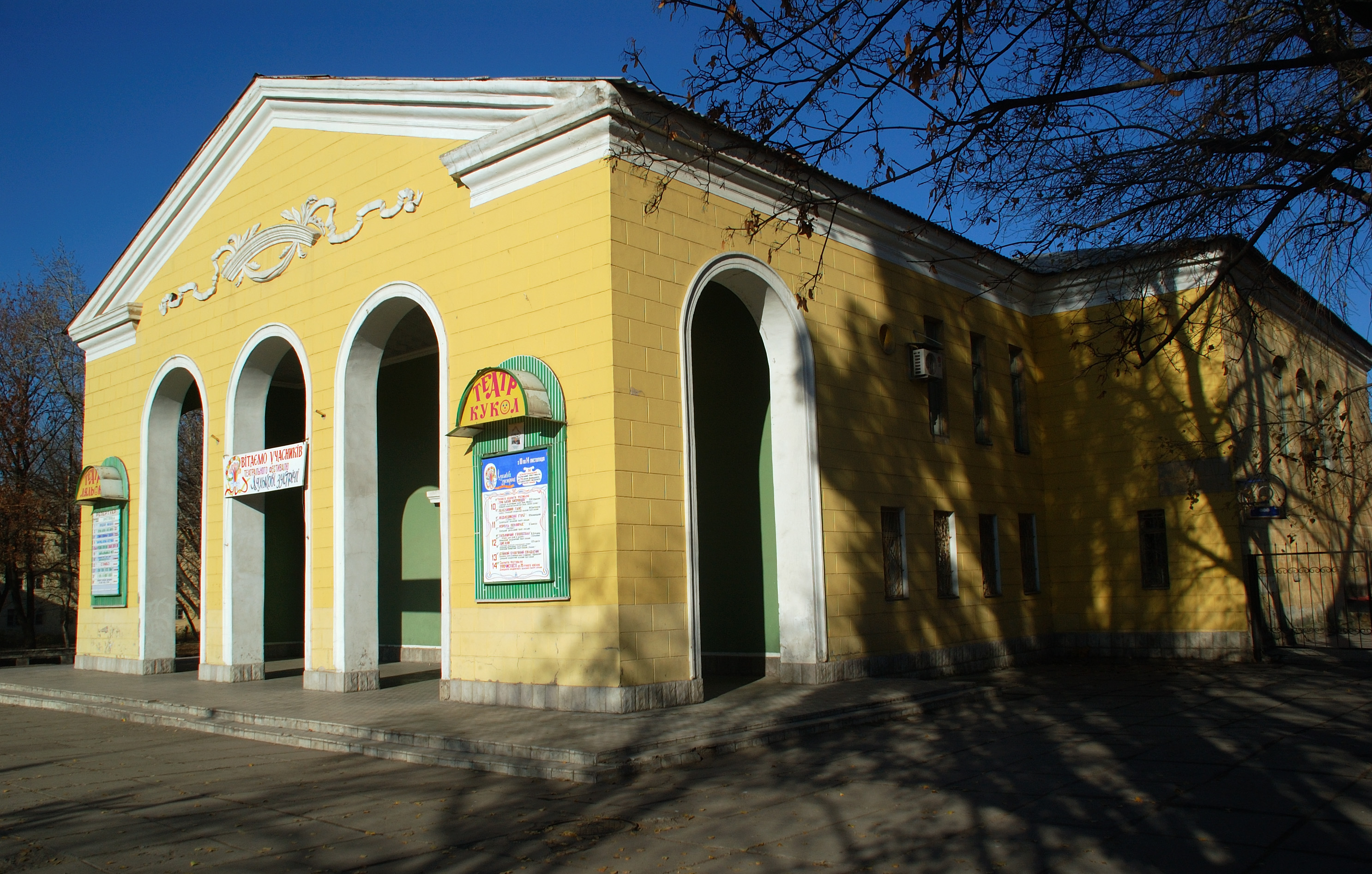
Донецьк, к/т «Перемога», 1955, з 1983 обласний театр ляльок
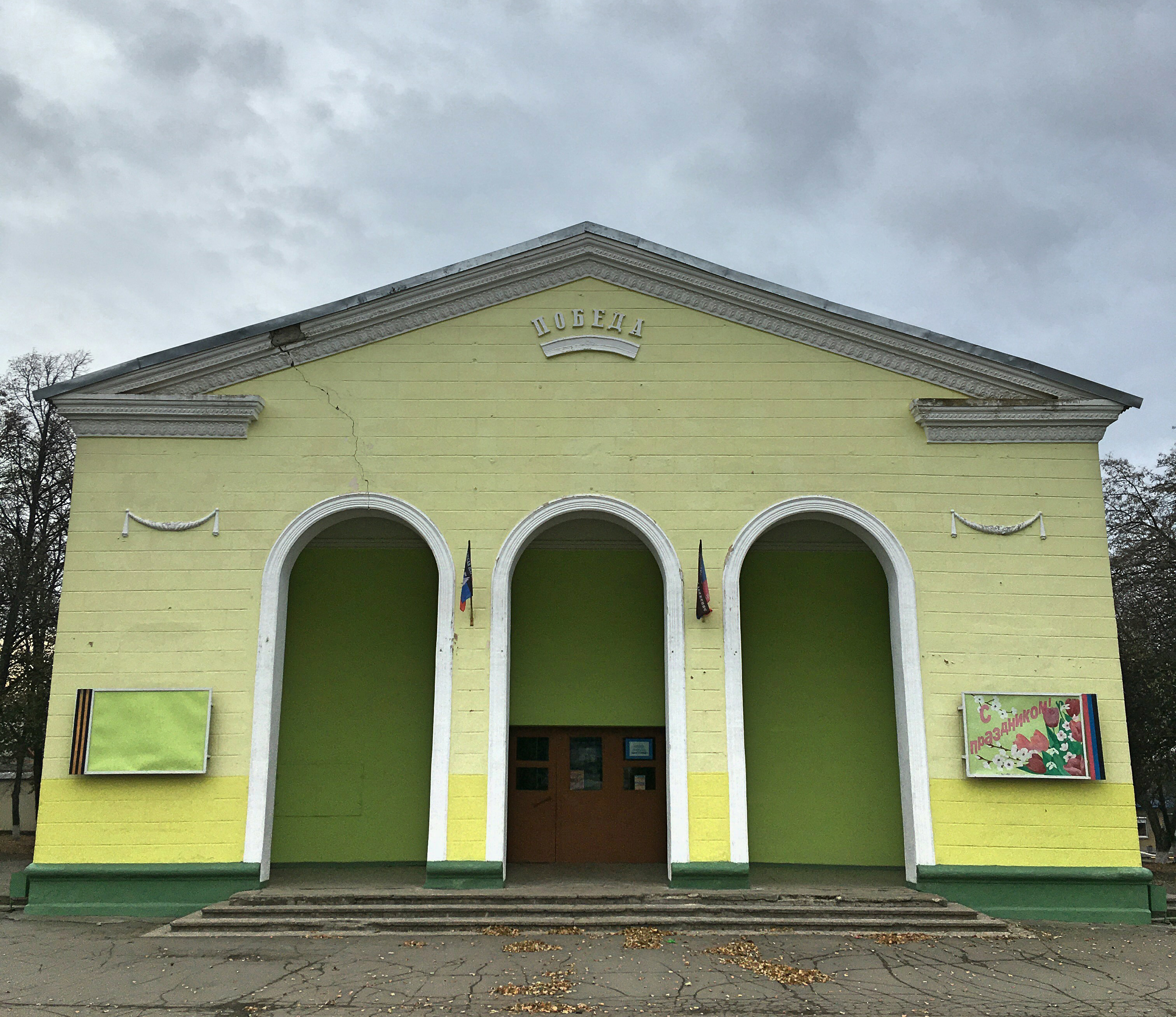
Амвросіївка, к/т «Перемога», 1955, нині ПК «Вікторія»
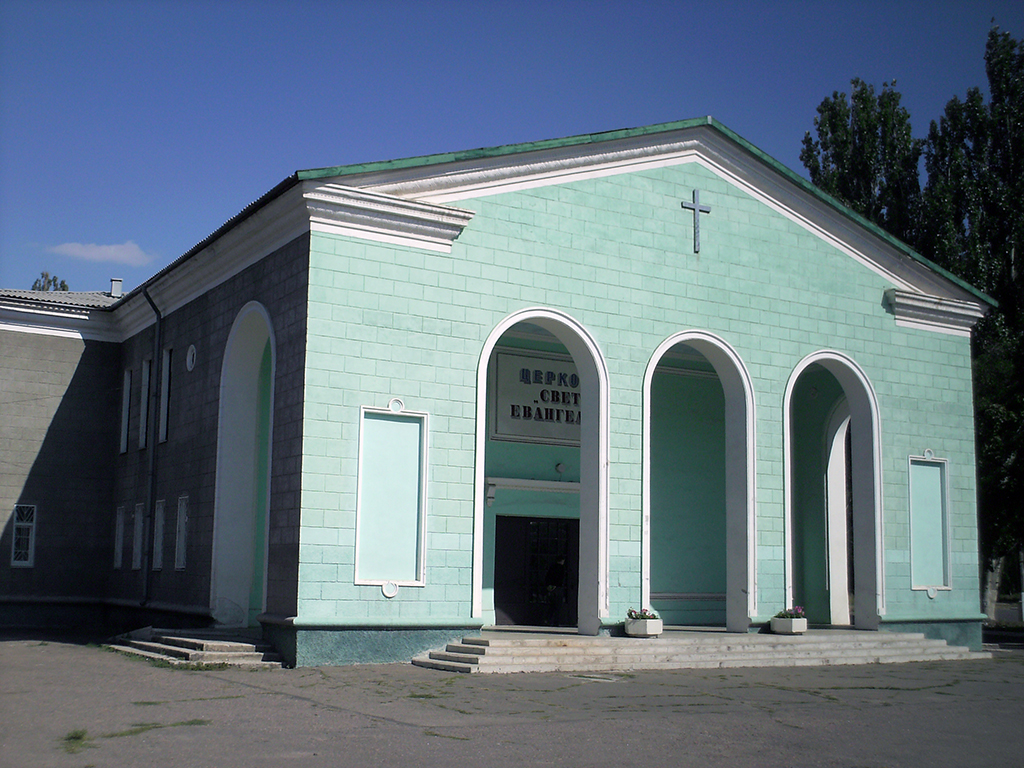
Дружківка, к/т ім. Франка, нині церква «Світло Євангелія»
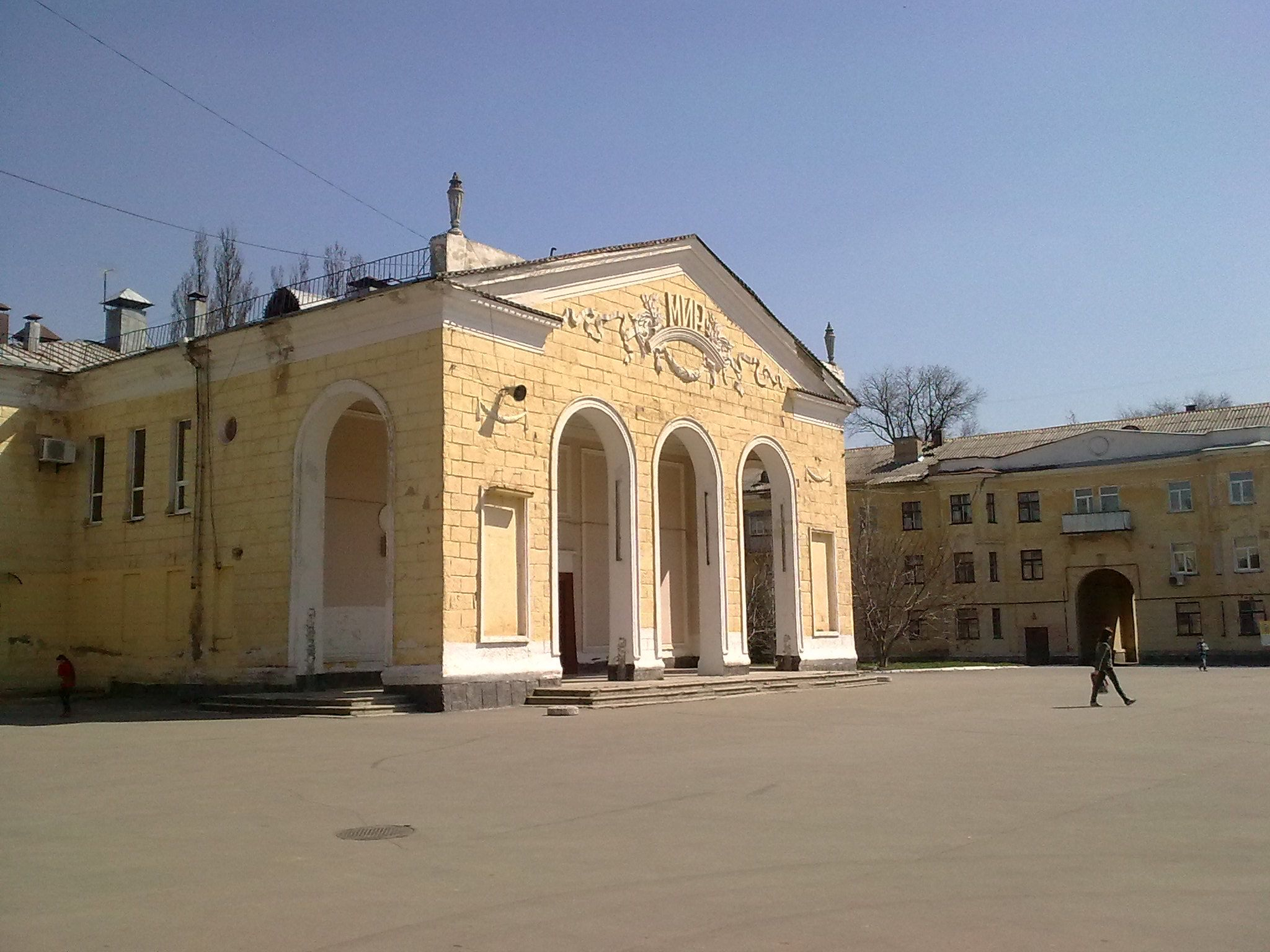
Жовті Води, к/т «Мир», нині супермаркет «АТБ»